# Annexe de l'OACI
Les recommandations émises par l'OACI sont regroupées au sein de 19 annexes à la convention relative à l'aviation civile internationale.

## Liste des annexes
- Annexe 1 Licences du personnel
- Annexe 2 Règles de l'air
- Annexe 3 Assistance météorologique à la navigation aérienne internationale
- Annexe 4 Cartes aéronautiques
- Annexe 5 Unités de mesure à utiliser dans l'exploitation en vol et au sol
- Annexe 6 Exploitation technique des aéronefs
  - Partie 1 -- Transport aérien commercial international -- Avions
  - Partie 2 -- Aviation générale internationale -- Avions
  - Partie 3 -- Opérations internationales -- Hélicoptères
- Annexe 7 Marques de nationalité et d'immatriculation des aéronefs
- Annexe 8 Navigabilité des aéronefs
- Annexe 9 Facilitation
- Annexe 10 Télécommunications aéronautiques
  - Volume 1 -- Aides radio à la navigation
  - Volume 2 -- Procédures de télécommunications, y compris celles qui ont le caractère de PANS
  - Volume 3 -- Systèmes de communication
  - Volume 4 -- Systèmes radar de surveillance et systèmes anti-collision
  - Volume 5 -- Emploi du spectre des radiofréquences aéronautiques
- Annexe 11 Services de la circulation aérienne
- Annexe 12 Recherche et sauvetage
- Annexe 13 Enquêtes sur les accidents et incidents d'aviation
- Annexe 14 Aérodromes
  - Volume 1 -- Conception des aérodromes et opérations
  - Volume 2 -- Héliports
- Annexe 15 Services d'information aéronautique
- Annexe 16 Protection de l'environnement
  - Volume 1 -- Bruit des aéronefs
  - Volume 2 -- Émissions des moteurs d'avion
  - Volume 3 -- Émissions de CO2 des avions
  - Volume 4 -- CORSIA
- Annexe 17 Sûreté. Protection de l'aviation civile internationale contre les actes d'intervention illicite
- Annexe 18 Sécurité du transport aérien des marchandises dangereuses
- Annexe 19 Gestion de la sécurité

Les annexes 1 à 16, de caractère technique, relèvent de la direction de la navigation aérienne ; les annexes 17 et 18 relèvent de la direction du transport aérien.

## SARPs et PANS
Les spécifications élaborées par l'OACI se présentent essentiellement sous la forme de SARP ou de PANS.

### SARP: Standards And Recommended Practices
Les SARPs sont les « normes et pratiques recommandées ».
- « Une norme est toute spécification portant sur les caractéristiques physiques, la configuration, le matériel, les performances, le personnel et les procédures, dont l'application uniforme est reconnue nécessaire à la sécurité ou à la régularité de la navigation aérienne internationale et à laquelle les États contractants sont tenus de se conformer en application des dispositions de la Convention. En cas de non-conformité, une notification au Conseil est obligatoire aux termes de l'article 38 de la Convention. »
- « Une pratique recommandée est toute spécification portant sur les caractéristiques physiques, la configuration, le matériel, les performances, le personnel et les procédures, dont l'application uniforme est reconnue souhaitable dans l'intérêt de la sécurité, de la régularité ou de l'efficacité de la navigation aérienne internationale et à laquelle les États contractants s'efforceront de se conformer en application des dispositions de la Convention. Les États qui ne se conforment pas aux pratiques recommandées sont invités à en informer le Conseil. »

Les SARP sont formulées en termes généraux et ne contiennent que des spécifications essentielles. Dans le cas de systèmes complexes comme les équipements de télécommunication, les SARP sont structurées en deux parties : des SARP essentielles, qui sont des éléments fondamentaux à caractère réglementaire contenus dans le corps principal des Annexes, et des spécifications techniques détaillées, qui figurent dans des appendices aux Annexes ou dans des manuels. Les différences par rapport aux SARP notifiées par les États sont publiées dans des suppléments aux Annexes.

### PANS: Procedures for Air Navigation Services
Les Procédures pour les services de la navigation aérienne comprennent des pratiques d'exploitation et des indications trop détaillées pour faire l'objet de SARP ; elles développent souvent les principes fondamentaux formulés dans les SARP correspondantes. Pour faire partie des PANS, les spécifications doivent pouvoir être appliquées à l'échelle mondiale. Le Conseil invite les États contractants à publier les différences par rapport aux PANS dans leurs publications d'information aéronautique lorsqu'il est important que ces différences soient connues pour assurer la sécurité de la navigation aérienne.

## L'annexe 10
L’annexe 10 comporte cinq volumes :
- I. Aides radio à la navigation
- II. Procédures de télécommunications, y compris celles qui ont le caractère de PANS
- III. Systèmes de communication
  - 1re Partie : Systèmes de communication de données numériques
  - 2e Partie : Systèmes de communications vocales
- IV. Systèmes radar de surveillance et systèmes anticollision
- V. Emploi du spectre des radiofréquences aéronautiques

Ces cinq volumes contiennent des normes et pratiques recommandées (SARP (en)), des procédures pour les services de navigation aérienne (PANS (en)) et des éléments d’orientation sur les télécommunications aéronautiques, la navigation et les systèmes de surveillance.

### Volume I: Aides radio à la navigation
Le volume I est un document technique qui définit, à l’intention de l’exploitation internationale d’aéronefs, les systèmes nécessaires à la fourniture d’aides radio à la navigation utilisées dans toutes les phases d’un vol. Les SARP et éléments d’orientation de ce volume énumèrent les spécifications paramétriques essentielles pour les aides radio à la navigation telles que :
- le système mondial de navigation par satellite (GNSS)
- le système d’atterrissage aux instruments (ILS)
- le système d’atterrissage hyperfréquences (MLS)
- le radiophare omnidirectionnel (VOR) à très haute fréquence (VHF)
- le radiophare non directionnel (NDB)
- le dispositif de mesure de distance (DME).

Les données présentées dans ce volume visent certains aspects des exigences en alimentation, fréquence, modulation, caractéristiques des signaux et contrôle nécessaire pour garantir que les aéronefs adéquatement équipés puissent capter les signaux de navigation dans toutes les parties du monde avec le degré de fiabilité requis.

### Volumes II et III
Les titres de ces volumes sont : Procédures de télécommunications, y compris celles qui ont le caractère de PANS et Systèmes de communication. Les volumes II et III portent sur deux catégories générales de télécommunications vocales et de données utilisées par l’aviation civile internationale. Il s’agit des télécommunications sol-sol entre points au sol et air-sol entre aéronefs et points au sol. C’est au moyen des télécommunications air-sol que les aéronefs reçoivent, en mode verbal ou données, tous les renseignements nécessaires à la sécurité des vols. Un élément important des télécommunications sol-sol est le réseau du service fixe des télécommunications aéronautiques (RSFTA), réseau mondial conçu en fonction des besoins spécifiques de l’aviation civile internationale. À l’intérieur du RSFTA, tous les points au sol importants (aéroports, centres de contrôle de la circulation aérienne, centres météorologiques et autres) sont reliés par des liaisons appropriées conçues de façon à desservir les aéronefs durant toutes les phases du vol. Les messages déposés en un point quelconque du réseau sont transmis de façon systématique à tous les points où ils sont nécessaires au déroulement des vols en toute sécurité.
Le volume II comporte les procédures générales, administratives et opérationnelles concernant les télécommunications aéronautiques fixes et mobiles.
Le volume III regroupe des SARP et éléments d’orientation pour divers systèmes de télécommunications vocales et de données air-sol et sol-sol, dont :
- le réseau de télécommunications aéronautiques (ATN)
- le service mobile aéronautique par satellite (SMAS)
- la liaison de données air-sol mode S du radar secondaire de surveillance (SSR)
- la liaison numérique air-sol (VDL) à très haute fréquence (VHF)
- le réseau du service fixe des télécommunications aéronautiques (RSFTA)
- le système d’adressage d’aéronefs
- la liaison de données haute fréquence (HFDL)
- le service mobile aéronautique
- le système d’appel sélectif (SELCAL)
- les circuits vocaux aéronautiques et les émetteurs de localisation d’urgence (Radiobalise de localisation des sinistres).

### Volume IV: Systèmes radar de surveillance et systèmes anti-collision
Le volume IV contient des SARP et des éléments d’orientation pour le radar secondaire de surveillance (SSR) et les systèmes anticollision embarqués (ACAS), y compris des SARP pour le SSR mode A, mode C et mode S et les caractéristiques techniques des ACAS.

### Volume V: Emploi du spectre des radiofréquences aéronautiques
Le volume V définit des SARP et éléments d’orientation sur l’utilisation des fréquences aéronautiques. L’Union internationale des télécommunications (UIT) a conçu un cadre à l’intérieur duquel est fait l’équilibre entre les besoins en spectre radio des États individuels et les intérêts de divers usagers des services radio pour aboutir à un environnement radio planifié fondé sur une utilisation sans interférence, efficace et efficiente du spectre radio. Ce volume contient également des renseignements sur la planification de l’attribution de fréquences aux stations radio aéronautiques individuelles existantes ou prévues dans diverses bandes de fréquence.

## L'annexe 19
La publication de l'annexe 19 a été annoncée en mars 2013. Elle rassemble dans un même document les dispositions relatives aux programmes nationaux de sécurité (PNS) et aux systèmes de gestion de la sécurité (SGS). La création de cette annexe est qualifiée d'historique par l'OACI. L'annexe 19 doit entrer en application le 14 novembre 2013.

## Pour approfondir